# アイヌ民族博物館
アイヌ民族博物館（アイヌみんぞくはくぶつかん）は、北海道白老郡白老町にあった博物館。アイヌ語で「大きい湖の集落」を意味する「ポロトコタン」と呼ばれる野外博物館の施設の一つでもあった。2018年3月31日まではポロトコタンと共に一般社団法人アイヌ民族博物館によって運営されていた。2020年7月、同博物館を母体とした国立アイヌ民族博物館が同地で開業しており、「ウポポイ」（民族共生象徴空間）を構成する中核的施設に位置付けられている。

## 概要
アイヌ民族博物館は、アイヌ民族に関する有形・無形の資料を専門に展示・保存し、調査研究、教育普及事業を総合的に行う社会教育施設として、白老町民はじめ広域の人々に利用してもらい、学術及び文化の発展に寄与することを目的としている。野外博物館の性格を持つ園内にはアイヌの住家であったチセやプ（食料庫）、ヘペレセッ（ヒグマの飼養檻）、チプ（丸木舟）などを復元・展示してコタン（集落）を再現している。博物館ではアイヌ民族の資料約5,000点、北方少数民族資料の約250点を収蔵しており、約800点を常設展示している。また、アイヌ絵や文書約150点、図書約7,500冊を所蔵している。文化伝承・保存事業としてイオマンテなどの伝統儀礼を実施しているほか、伝統工芸の機織りやキナ（ゴザ）編み、民族衣服の製作、アイヌ文様の刺繍なども常時実施・公開しており、アイヌ文化に触れることができる体験学習を行っている。
儀式で使うトノトを作るため酒類製造免許を取得している。
国の「民族共生象徴空間」（2018年に愛称がウポポイに決定）整備にともない2017年度末で閉館し、新たに「国立アイヌ民族博物館」が2020年に開設されることとなった。運営を1本化する方針である国立アイヌ民族博物館の運営主体を目指すため、アイヌ文化振興・研究振興機構が一般財団法人アイヌ民族博物館を吸収合併する形で協議を進めている。なお、閉館後の拠点として旧白老町立社台小学校校舎を活用する予定にしている。
2020年4月1日、初代館長に、元国立民族学博物館副館長の佐々木史郎が就任した。新型コロナウイルス感染症拡大という事態を受け、2020年7月12日、予定よりも3カ月遅れて国立アイヌ民族博物館が開業した。

## 利用案内
- 開館時間：8時45分 - 17時
- 休館日：年末年始（12月29日 - 1月5日）

## 歴史
1965年（昭和40年）に白老市街地にあった「白老コタン」を現在地となるポロト湖畔に移転し、「白老観光コンサルタント」が運営主体となる「ポロトコタン」として営業開始した。1967年（昭和42年）には白老町立による「白老民俗資料館」（現在のアイヌ民族博物館旧館）が開館した。1976年（昭和51年）、白老コンサルタントを発展的に解消した「財団法人白老民俗文化伝承保存財団」を設立。1984年（昭和59年）に「アイヌ古式舞踊」が国の「重要無形民俗文化財」に指定されたことに伴い財団による伝承公開が始まり、民俗資料常設展示施設として「アイヌ民族博物館」（新館）が開館、博物館法による「登録博物館」になった。
- 1984年（昭和59年）：「アイヌ民族博物館」開館[12]。
- 1986年（昭和61年）：フィンランドのサーミ博物館と「姉妹博物館」提携[15]。
- 1990年（平成02年）：法人名を「財団法人アイヌ民族博物館」と改称[12]。
- 1993年（平成05年）：ロシアのサハリン州郷土博物館、ノグリキ町博物館と「博物館交流に関する覚書」締結[15]。
- 2005年（平成17年）：白老民俗資料館、町所有民俗文化財委譲[12]。
- 2013年（平成25年）：一般財団法人へ移行[12]。
- 2014年（平成26年）：三重県の松浦武四郎記念館と「姉妹博物館」提携[16]。
- 2015年（平成27年）：台湾の台湾行政院原住民文化園区と「博物館協定」締結[17]。
- 2018年（平成30年）：2020年に「民族共生象徴空間」が整備されるのに伴い閉館[18]。
- 2020年（令和２年）：国立アイヌ民族博物館が開館。

## 施設
コタンコロクル（むらおさ）像
- 高さが16 mある。右手にイナウ、左手にアイヌ刀（エムシ）を握っている。

有用植物園
- アイヌが食用・薬用などに利用した植物約60種を移植栽培している。

カフェリムセ
- アイヌ料理の軽食やソフトクリームなどがある。

あずまや
- 園内に3カ所あり、各棟10人〜16人利用することができる。

丸木舟
- アイヌ語でチプと言い、かつてアイヌの大事な交通手段であった。

体験学習館
- 各種製作体験や伝統料理の食事会場になっている。収容人員192名。

アイヌ民族博物館
- 展示室（新館）
- 映像展示室
- 展示室（旧館）
- 学習室
- ミュージアムショップ「イカラカラ」

コタンゾーン（復元家屋群）
- チセが5軒が並んでおり、サウンチセ（手前の家）では定時に『アイヌ文化の解説と古式舞踊公演』を開催している。チセの周りには高床式のプ（食料庫）やヌササン（祭壇）などを再現している。

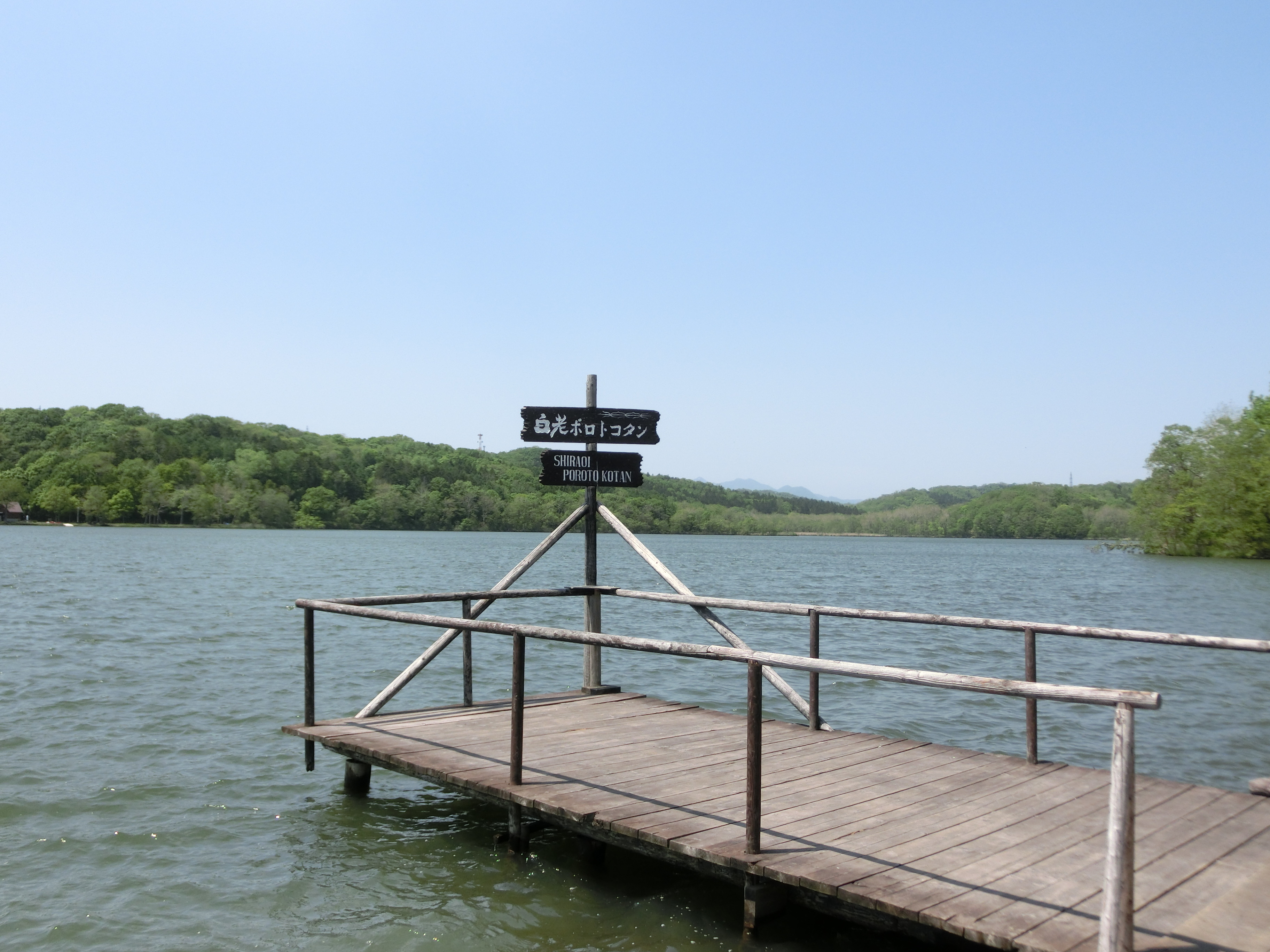
桟橋（2016年5月）
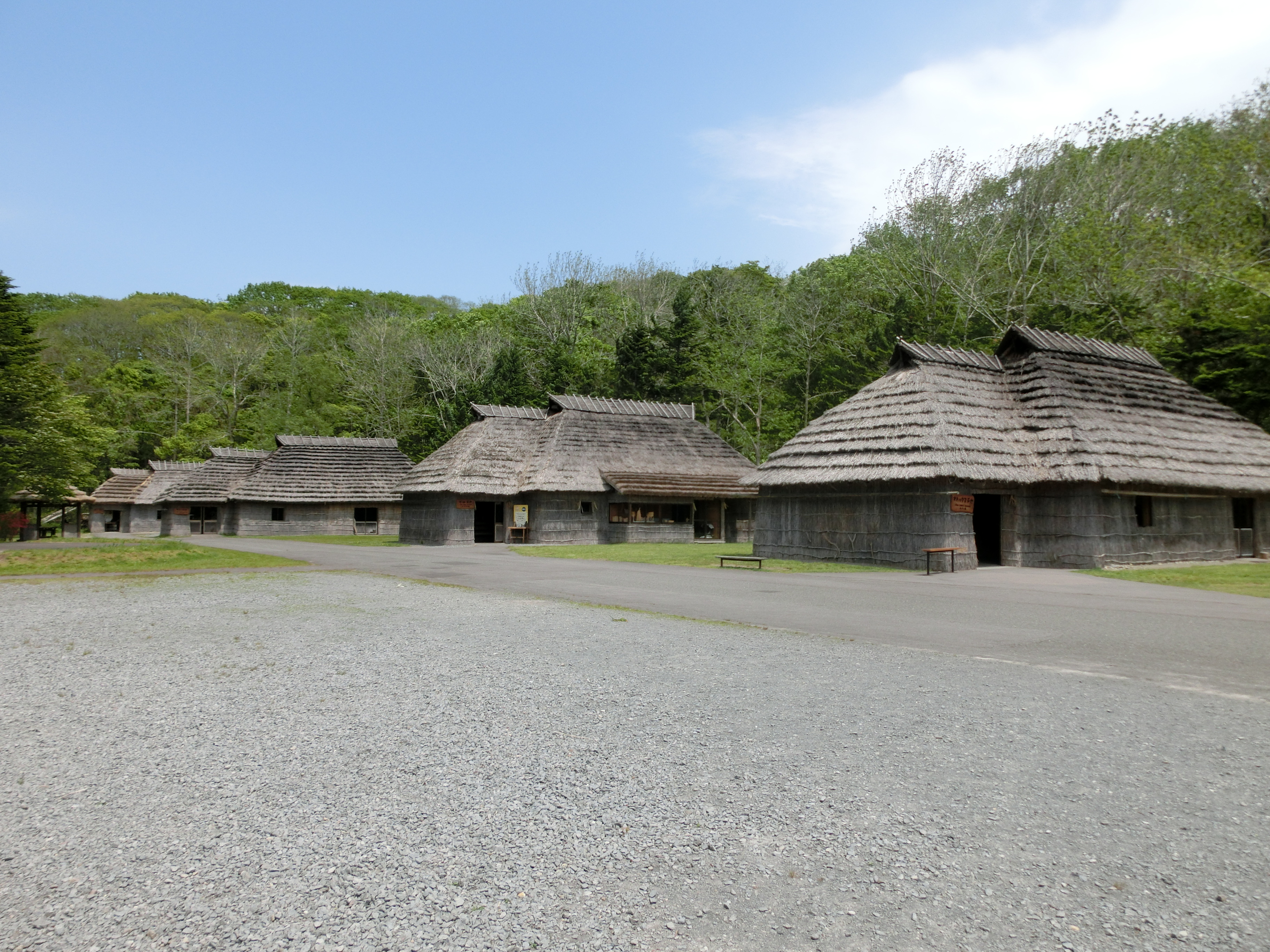
コタンゾーンにあるチセ（2016年5月）

## アクセス
- 道南バス「白老コタン前」バス停下車 徒歩約5分
- 北海道旅客鉄道（JR北海道）白老駅から徒歩約13分
- 登別から道央自動車道（道央道）利用し車で約30分
- 千歳から道央道利用し車で約1時間
- 札幌（道央道札幌南IC）から車で約1時間10分